# 蘭汗
蘭 汗（らん かん）は、五胡十六国時代の後燕の君主。398年に第2代皇帝の慕容宝から簒奪し、その年のうちに慕容盛に殺された。初代皇帝慕容垂の母である蘭淑儀の弟、また慕容垂の庶出長男の慕容盛の岳父にあたる。皇族ではない簒奪者であるため、蘭汗の在位中、後燕は一度滅亡したとして歴代君主に数えられない場合もある。

## 生涯

### 即位前
384年、慕容垂が当時その部将であった前秦から独立する際に、蘭汗は慕容垂の子の慕容農の決起を輔けた。387年、東晋の攻撃に参加した。391年、鮮卑賀蘭部の賀染干を牛川で破った。慕容垂時期、慕容盛の娘と結婚した。395年、太子の慕容宝の参合陂の大敗の後、反撃の任命をする際に陽城王とされ、北中郎将となった。
398年春、部将の段速骨が後燕に反乱して皇帝の慕容宝を龍城で包囲すると、尚書・頓丘王となった蘭汗は段速骨と通謀した。この通謀の蔭で慕容農は段速骨に降伏し、城内は士気が下がり、龍城は陥落した。慕容宝は奔走した。その後すぐに蘭汗は段速骨を遅い殺し、太子の慕容策を立てて慕容宝を呼び戻そうとした。慕容宝は慕容盛の助言に従って南の慕容徳に奔走しようとしたが、慕容徳は既に後燕から独立して南燕を建国していた。慕容宝は慕容盛の諫言を聞かずに蘭汗の弟の蘭加難に迎えられて龍城に向かったが、道中で蘭加難に殺された。

### 即位後
蘭汗は慕容策や慕容氏の皇族を多く殺し、大単于と昌黎王を自称して即位した。また、青龍に改元した。
身を隠していた慕容盛は慕容宝の死を聞いて悼みに龍城に戻った。これは蘭汗が慕容宝を殺した後の懺悔と同情心に期待したためと、蘭汗の娘を娶っていることに頼った行動である。蘭汗の兄弟の蘭加難と蘭堤は慕容盛を殺したがったが、結果的に蘭汗の娘と妻の乙氏の哀願で慕容盛は許され、侍中・左光禄大夫とされた。また、子の蘭穆を太子とした。
蘭汗は太原王慕容奇（慕容楷の子で、蘭汗の外孫）も殺さなかった。慕容盛と慕容奇は謀り、慕容奇は龍城を出て建安で挙兵した。慕容盛はその間に蘭堤が慕容奇と謀っていると蘭汗に教えた。また、龍城は旱魃になっていたため、蘭汗は燕の諸廟に詣で、慕容宝を殺した罪を蘭加難に委ねた。これらを聞いて蘭堤と蘭加難は怒って反乱した。この頃、太子の蘭穆は慕容盛の殺害を蘭汗に勧めたが、蘭汗は慕容盛が仮病を使ったので止めた。
7月、蘭穆が蘭堤や蘭加難の反乱を鎮めると、宴を開き酔いつぶれて、慕容盛の集めた兵に殺された。この時、蘭汗・蘭穆・蘭堤・蘭加難、そして子の蘭和と蘭揚が殺された。慕容盛が即位した。

## 宗室
- 正室：乙氏
- 男子：
  - 蘭穆（太子）
  - 蘭和（魯公）
  - 蘭揚（陳公）
- 女子：蘭氏（慕容盛の妻）